# Західносахарська кухня

Розташування Західної Сахари

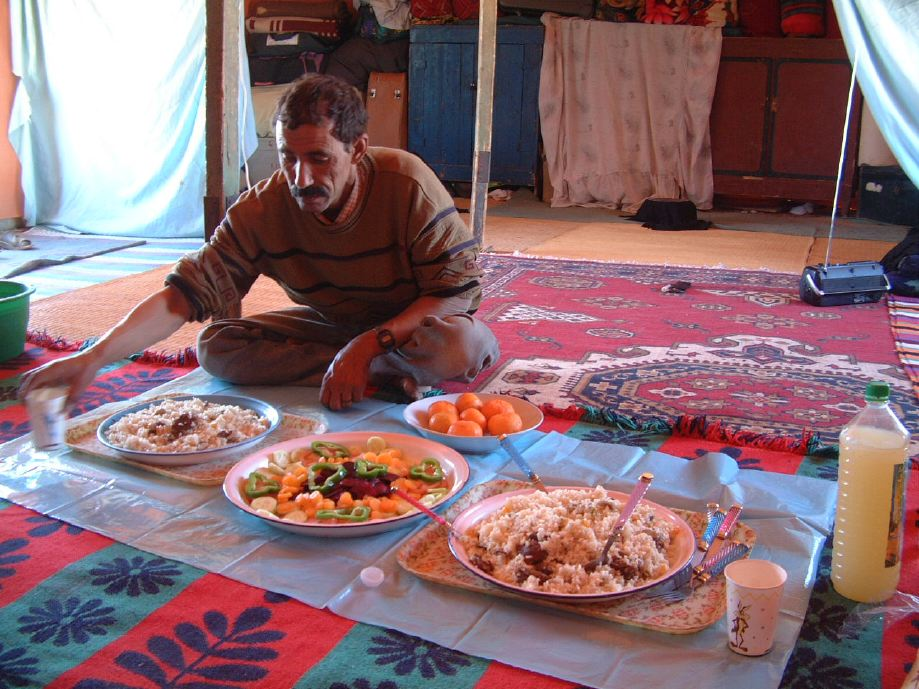
Кухня Сахараві

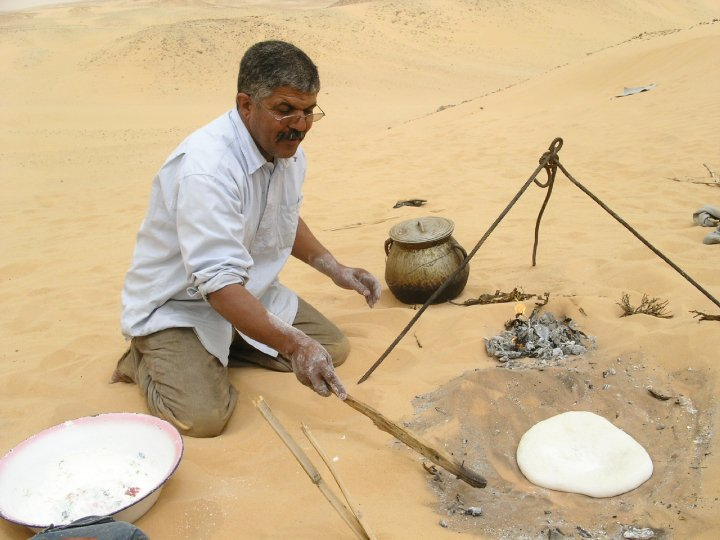
Хліб сахараві

Західносахарська кухня є кухнею Західної Сахари, спірної території в регіоні Магриб у Північній Африці, що межує з Марокко на півночі, з Алжиром на крайньому північному сході, з Мавританією на сході та півдні і Атлантичним океаном на заході. На кухню Західної Сахари впливають різні культури, оскільки більша частка населення цієї області, Сахраві, має арабське та берберське походження. Сахарська кухня перебуває також під впливом іспанської кухні унаслідок іспанської колонізації.
Продукти харчування в основному знаходиться в Західній Сахарі, оскільки мінімальна кількість опадів на території пригнічує сільськогосподарське виробництво. Місцеві джерела харчування складаються з рибальства та кочового скотарства. Праця та бізнес у цих місцевих харчових провізіях є також основними джерелами прибутку для населення країни і є одним з основних вкладників у економіку Західної Сахари.
Головним продуктом західносахарської кухні є кускус, який часто доповнює всі страви у різному вигляді. Вплив південної кухні змушує їх споживати арахіс як доповнення до деяких страв. Серед м'яса сахраві надають перевагу верблюдові і козі. Баранина також займає помітне місце. Деякі племена  відомі вирощуванням пшениці, ячменю та зернових в цілому. Деякі фрукти і овочі вирощують в оазах, які розкидані по території. 
З 2012 року вся економічна діяльність і торгівля у Західній Сахарі регулюється урядом Марокко.

## Популярні продукти та страви
Будучи майже повністю кочовим народом, раціон сахарських племен формувався в основному на м'ясі, молоці та похідних продуктах . Прибережні племена додавали до цього раціону рибні страви, рис тощо:
- Кускус — пшенична каша[3][4]
- Таджин — кускус з верблюдячим м'ясом[5][6][7]
- Козяче м'ясо[6]
- Мейфріса — традиційна страва регіону[8] . Це тушковане м'ясо (кролятина, ягнятина або верблюдяче м'ясо) з цибулею та часником, яке подається на вершковому хлібі, приготованому у піску[8] .
- Арроз кон пескадо.
- Різні види печені.

## Напої

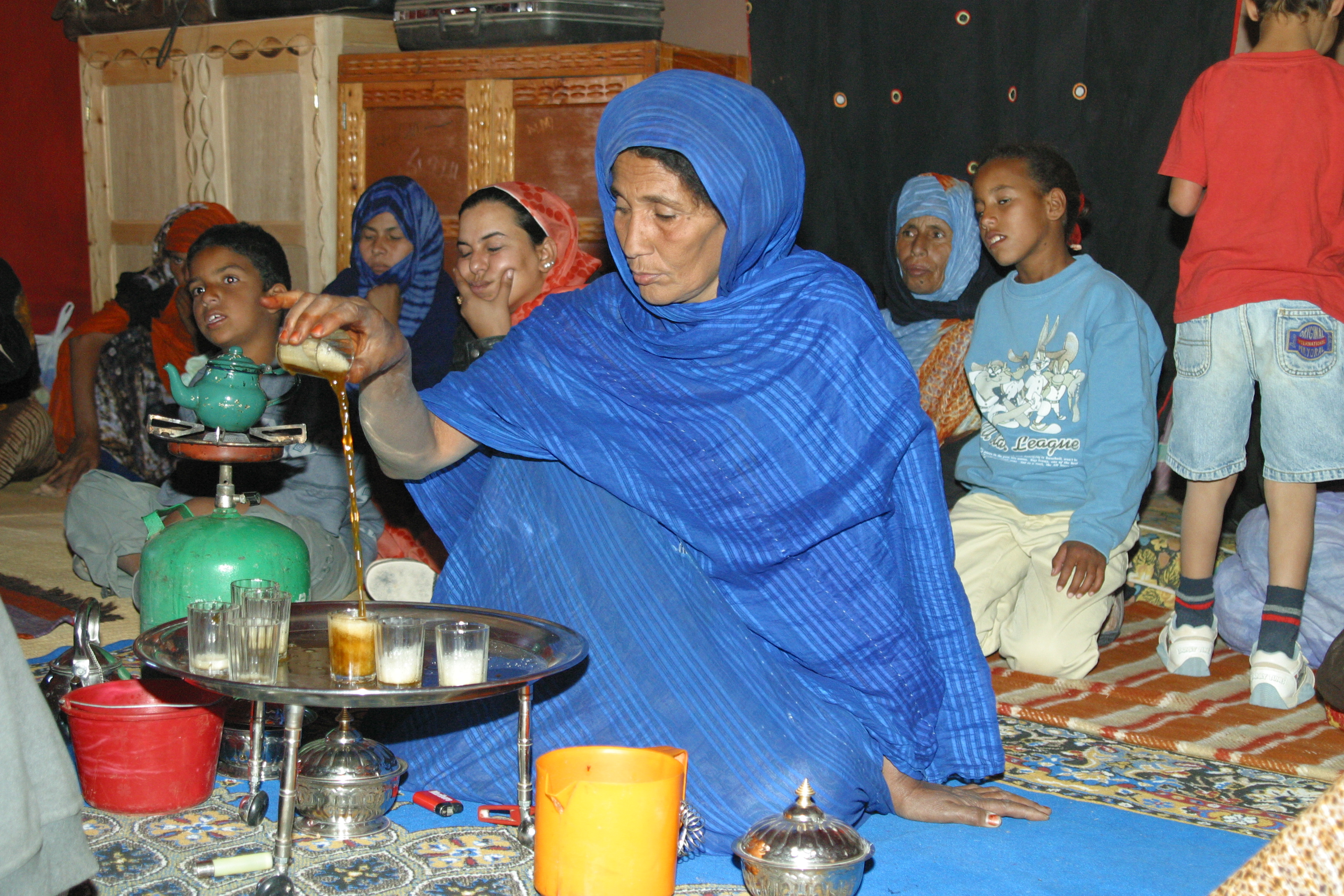
Чай Сахараві

- Чай — його споживання відіграє важливу роль для народу сахараві. Це спосіб зустрітися з друзями та родиною, щоб розділити моменти розмови та дружби. Зазвичай це відбувається за ритуалом, для якого беруть три посудини. Стосовно цього існує відомий вислів: "Перший чашка чаю гірка, як життя, друга чашка солодка, як любов, а третя — легка, як смерть  " [3]

- Верблюдяче молоко[9]
- Козяче молоко[10]

## Дивись також
- Марокканська кухня
- Алжирська кухня

## Посиланн
- "Місця для їжі в Західній Сахарі" [Архівовано 8 листопада 2017 у Wayback Machine.] . Віртуальний турист.